# Waituna Lagune
De Waituna Lagune (ook bekend als het Waitunameer) en bijbehorende moerasgebieden is een natuurgebied in Nieuw-Zeeland.

## Beschrijving
Het gebied is het zuidelijkst gelegen moerasgebied op aarde en heeft een grootte van 35 vierkante kilometer. Het is een samenstelling van een lagune meer met een aantal kwelders en veengebieden er rondom heen. Bijzonder is het voorkomen van kussenhoogvenen met een typerende begroeiing.

## Erkenning

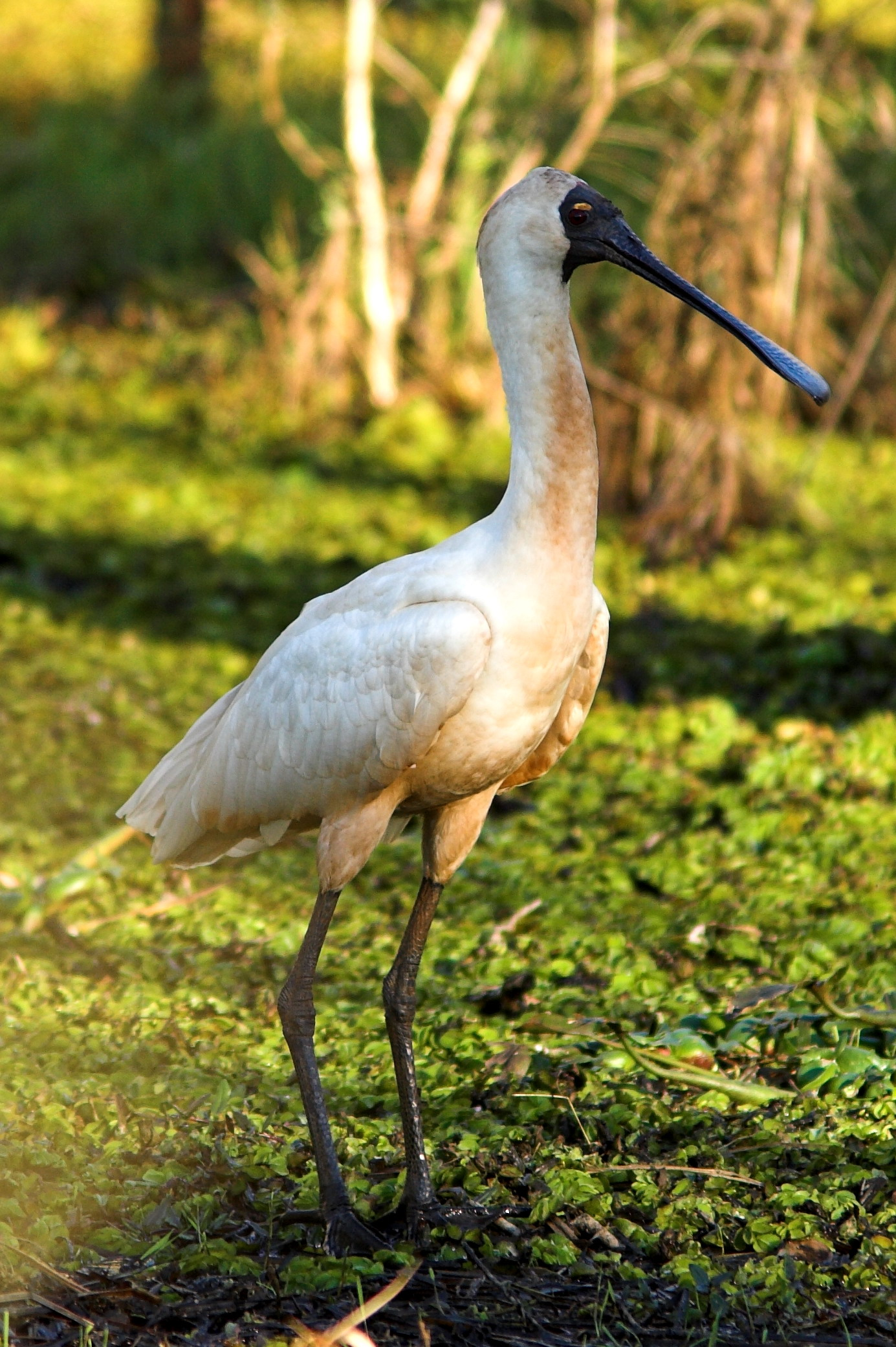
Koningslepelaar

Het gebied was een van de eerste natuurgebieden die onder de conventie van Ramsar een beschermde status kreeg als Wetland of International Significance. In 1971 werd het eerste congres in Ramsar te Iran gehouden dat leidde tot een verdrag ter bescherming van moerasgebieden. De officiële naam van het gebied onder de conventie van Ramsar luidt Waituna Wetland Scientific Reserve. Deze naam werd officieel vastgelegd in de wet in 1976 in Nieuw-Zeeland. Het gebied werd daarmee het eerste van tegenwoordig vijf beschermde moerasgebieden.

## Flora en fauna
Het gebied is een belangrijk leefgebied voor vogels, vissen en insecten en bezit ook een uiterst gevarieerde flora met een aantal beschermde bedreigde soorten. Op het kussenhoogveen groeit de trekkerplant Donatia novaezelandiae die elders op de wereld enkel in berggebieden voorkomt. Ook zijn er verschillende gentianensoorten te vinden, zonnedauw, de cypergras soort Oreobolus pectinatus, diverse rusgrassoorten, varensoorten en de Manuka of Nieuw-Zeelandse thee, (Leptospermum scoparium). Er leven meer dan 80 vlindersoorten en vele libellen en andere geleedpotigen. De vogelstand omvat 76 soorten waaronder als standvogel de Australische roerdomp, de varengrasvogel en de Australische bonte scholekster. Als trekgebied is het moeras essentieel als rustplaats voor de koningslepelaar, de grijskeeltaling en de zwarte zwaan. Van oudsher wordt er in het gebied veel op de overvloedig voorkomende forel gevist.

## Ligging

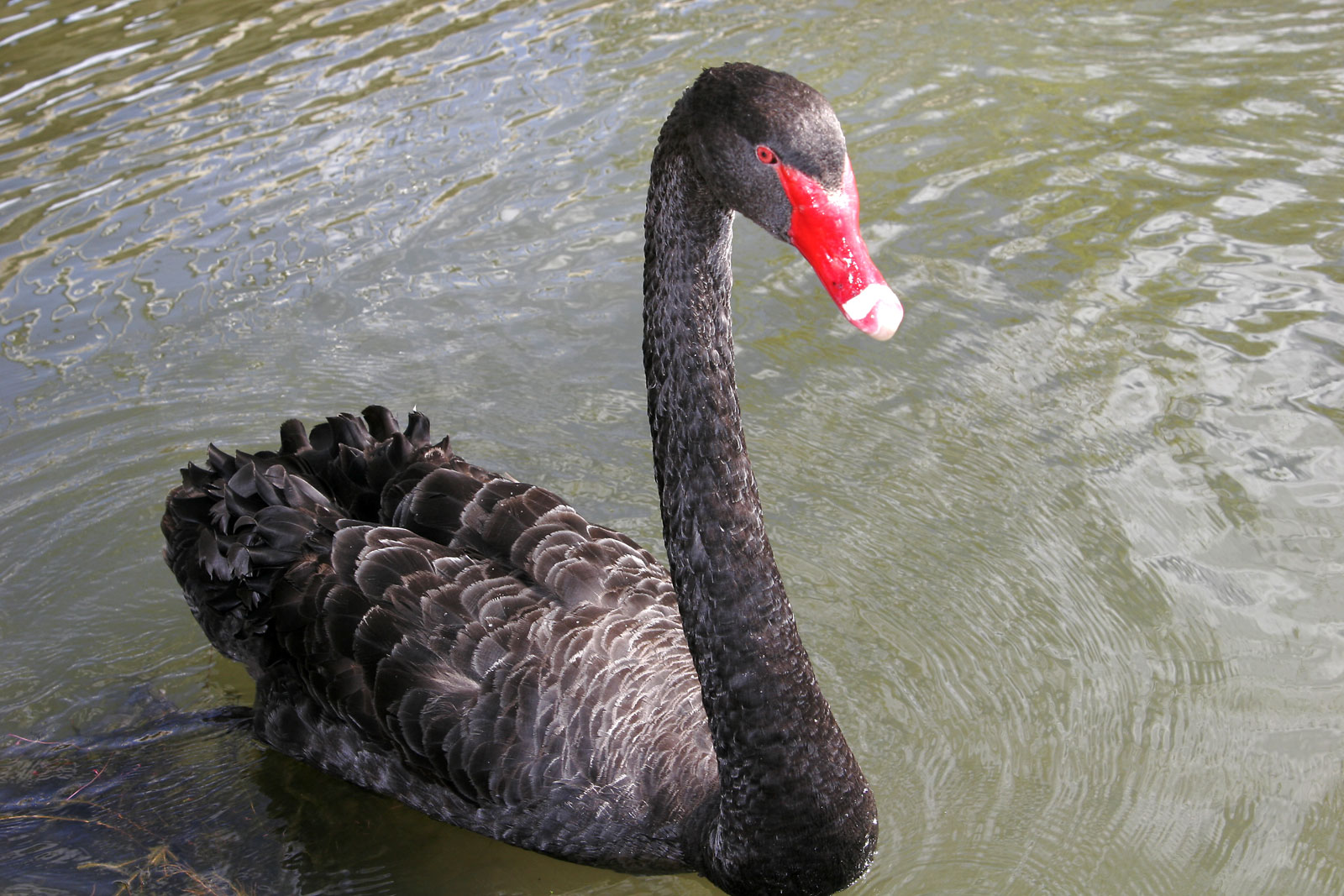
Zwarte zwaan

Het gebied ligt nabij de plaats Invercargill. Het kan bereikt worden via de Kapuka South Road die als afslag aangegeven wordt op de Highway 92, ongeveer vijf kilometer voorbij het dorp Gorge Road. Door de vlakke ligging is het gebied geschikt voor natuurtochten. Het hoogveengebied is beperkt toegankelijk. Het typerende kussenhoogveen is zeer kwetsbaar en kan het beste bekeken worden vanaf het einde van de weg die ligt op de kop van de Baai van Awarua.